# Bolero (film 1956)
Bolero (Rosen für Bettina) è un film del 1956 diretto da Georg Wilhelm Pabst.